# Hyperolius sankuruensis
Hyperolius sankuruensis är en groddjursart som beskrevs av Laurent 1979. Hyperolius sankuruensis ingår i släktet Hyperolius och familjen gräsgrodor. IUCN kategoriserar arten globalt som otillräckligt studerad. Inga underarter finns listade i Catalogue of Life.